# Pallavolo Padova 2013-2014
Questa voce raccoglie le informazioni riguardanti la Pallavolo Padova nelle competizioni ufficiali della stagione 2013-2014.

## Stagione
La stagione 2013-14 è per la Pallavolo Padova, sponsorizzata dalla Tonazzo, la quarta, la seconda consecutiva, in Serie A2; viene scelto come allenatore Valerio Baldovin, mentre la rosa rimane quasi immutata rispetto alla stagione precedente: gli ingaggi sono quelli di Stefano Gozzo, Michele Groppi, Andrea Mattei, Santiago Orduna e Alessandro Paoli, che vanno a sostituire Nicola Leonardi, Giordano Mattera, Federico Moretti, Hiosvany Salgado e Matteo Pedron; tra le conferme quelle di Mattia Rosso, Filippo Vedovotto e Stefano Giannotti.
Il campionato si apre con la vittoria per 3-0 sulla Pallavolo Impavida Ortona, tuttavia nella giornata successiva arriva la prima sconfitta, al tie-break, ad opera della Pallavolo Matera Bulls: dà inizio quindi a una lunga serie di successi consecutivi, cosicchhé la squadra chiude al primo posto in classifica al termine del girone di andata, qualificandola per la Coppa Italia di categoria. Anche il girone di ritorno è un monologo di vittorie, interrotto solo da una sconfitta alla sedicesima giornata contro l'Argos Volley per 3-1: il primo posto in classifica al termine della regular season consente alla formazione di Padova di guadagnare la promozione in Serie A1.
Il primo posto al termine del girone di andata della Serie A2 2013-14 ha qualificato la Pallavolo Padova alla Coppa Italia di Serie A2: nelle semifinali ha affrontato e sconfitto per 3-0 l'Argos Sora, mentre in finale la sfida è stata contro il Volley Milano, riuscendo a trovare la vittoria solo al quinto set: si aggiudica così il primo trofeo della sua storia.

## Organigramma societario
Area direttiva
- Presidente: Fabio Cremonese
- Vicepresidente: Igino Negro
- Segreteria generale: Stefania Bottaro
- Segreteria esecutiva: Samuela Schiavon
- Amministrazione: Marzia Paladin

Area organizzativa
- Team manager: Sandro Camporese
- Direttore sportivo: Stefano Santuz
- Addetto agli arbitri: Mario Rengruber
- Responsabile palasport: Alessandro La Torre

Area tecnica
- Allenatore: Valerio Baldovin
- Allenatore in seconda: Nicola Baldon
- Scout man: Giulio Zoppello
- Responsabile settore giovanile: Valerio Baldovin
- Coordinatore settore giovanile: Monica Mezzalira
- Settore giovanile: Giorgio Baldin

Area comunicazione
- Ufficio stampa: Alberto Sanavia
- Speaker: Stefano Ferrari, Andrea Meoni
- Fotografo: Alessandra Lazzarotti

Area marketing
- Ufficio marketing: Marco Gianesello

Area sanitaria
- Medico: Paola Pavan, Davide Tietto
- Preparatore atletico: Davide Grigoletto
- Fisioterapista: Andrea Giacomelli, Mirko Pianta
- Psicologo: Pietro Visentini

## Rosa
| N° | Nome              | Ruolo | Data di nascita   | Nazionalità sportiva |
| -- | ----------------- | ----- | ----------------- | -------------------- |
| 3  | Andrea Mattei     | C     | 23 luglio 1993    | Italia               |
| 4  | Filippo Vedovotto | S     | 2 dicembre 1990   | Italia               |
| 5  | Santiago Orduna   | P     | 31 agosto 1983    | Italia               |
| 6  | Stefano Giannotti | S/O   | 14 maggio 1989    | Italia               |
| 7  | Fabio Balaso      | L     | 20 ottobre 1995   | Italia               |
| 8  | Stefano Gozzo     | S     | 24 ottobre 1994   | Italia               |
| 9  | Mattia Rosso      | S     | 28 maggio 1985    | Italia               |
| 10 | Marco Volpato     | C     | 2 maggio 1990     | Italia               |
| 11 | Andrea Garghella  | S     | 20 settembre 1982 | Italia               |
| 14 | Alessandro Paoli  | C     | 19 marzo 1984     | Italia               |
| 15 | Michele Groppi    | P     | 20 settembre 1986 | Italia               |
| 17 | Nicolò Casaro     | S/O   | 25 ottobre 1994   | Italia               |

## Mercato
| Acquisti | Acquisti         | Acquisti  | Acquisti   |
| R.       | Nome             | da        | Modalità   |
| -------- | ---------------- | --------- | ---------- |
| S        | Stefano Gozzo    | giovanili | definitivo |
| P        | Michele Groppi   | Tricolore | definitivo |
| C        | Andrea Mattei    | Molfetta  | definitivo |
| P        | Santiago Orduna  | Tricolore | definitivo |
| C        | Alessandro Paoli | Brolo     | definitivo |

| Cessioni | Cessioni          | Cessioni           | Cessioni      |
| R.       | Nome              | a                  | Modalità      |
| -------- | ----------------- | ------------------ | ------------- |
| C        | Nicola Leonardi   | Trentino           | fine prestito |
| S        | Tomislav Maniero  | Valsugana          | definitivo    |
| P        | Giordano Mattera  | Powervolley Milano | definitivo    |
| S        | Federico Moretti  | Potentino          | definitivo    |
| P        | Matteo Pedron     | Matera Bulls       | definitivo    |
| C        | Hiosvany Salgado  | Argos              | definitivo    |
| S        | Filippo Vedovotto | Narbonne           | prestito      |

## Risultati

### Serie A2

#### Girone di andata
| 1ª giornata - 20 ottobre 2013 PalaFabris, Padova                 | Padova            | 3 - 0 | Impavida Ortona    | 25-23, 25-18, 25-21               |
| 2ª giornata - 27 ottobre 2013 PalaSassi, Matera                  | Matera Bulls      | 3 - 2 | Padova             | 21-25, 20-25, 26-24, 25-19, 15-13 |
| 3ª giornata - 3 novembre 2013 PalaFantozzi, Capo d'Orlando       | Brolo             | 0 - 3 | Padova             | 22-25, 21-25, 19-25               |
| 4ª giornata - 10 novembre 2013 PalaFabris, Padova                | Padova            | 3 - 1 | Powervolley Milano | 25-21, 22-25, 25-18, 25-16        |
| 5ª giornata - 17 novembre 2013 PalaFabris, Padova                | Padova            | 3 - 0 | Argos              | 25-22, 25-18, 25-22               |
| 6ª giornata - 24 novembre 2013 PalaPrincipi, Potenza Picena      | Potentino         | 2 - 3 | Padova             | 25-18, 43-41, 22-25, 19-25, 12-15 |
| 7ª giornata - 1º dicembre 2013 PalaFabris, Padova                | Padova            | 3 - 0 | Libertas Brianza   | 25-23, 25-16, 25-16               |
| 8ª giornata - 8 dicembre 2013 PalaCorigliano, Corigliano Calabro | Corigliano Volley | 2 - 3 | Padova             | 22-25, 25-20, 19-25, 26-24, 9-15  |
| 9ª giornata - 15 dicembre 2013 PalaFabris, Padova                | Padova            | 3 - 2 | Materdomini        | 21-25, 25-21, 25-18, 25-27, 15-10 |
| 11ª giornata - 26 dicembre 2014 PalaFabris, Padova               | Padova            | 3 - 2 | Milano             | 25-22, 23-25, 25-23, 15-25, 15-11 |

#### Girone di ritorno
| 12ª giornata - 29 dicembre 2014 Palasport Comunale, Ortona | Impavida Ortona    | 1 - 3 | Padova            | 21-25, 19-25, 25-18, 22-25        |
| 13ª giornata - 5 gennaio 2014 PalaFabris, Padova           | Padova             | 3 - 0 | Matera Bulls      | 25-15, 25-10, 25-14               |
| 14ª giornata - 19 gennaio 2014 PalaFabris, Padova          | Padova             | 3 - 0 | Brolo             | 25-13, 25-22, 25-14               |
| 15ª giornata - 26 gennaio 2014 Centro Pavesi, Milano       | Powervolley Milano | 2 - 3 | Padova            | 25-23, 20-25, 23-25, 27-25, 13-15 |
| 16ª giornata - 2 febbraio 2014 PalaPolsinelli, Sora        | Argos              | 3 - 1 | Padova            | 25-22, 25-22, 12-25, 25-20        |
| 17ª giornata - 9 febbraio 2014 PalaFabris, Padova          | Padova             | 3 - 1 | Potentino         | 17-25, 25-20, 25-23, 25-23        |
| 18ª giornata - 16 febbraio 2014 PalaParini, Cantù          | Libertas Brianza   | 2 - 3 | Padova            | 32-30, 19-25, 19-25, 25-23, 10-15 |
| 19ª giornata - 23 febbraio 2014 PalaFabris, Padova         | Padova             | 3 - 0 | Corigliano Volley | 26-24, 25-23, 25-21               |
| 20ª giornata - 2 marzo 2014 PalaGrotte, Castellana Grotte  | Materdomini        | 2 - 3 | Padova            | 20-25, 27-25, 16-25, 25-18, 14-16 |
| 22ª giornata - 16 marzo 2014 Palazzetto dello Sport, Monza | Milano             | 0 - 3 | Padova            | 21-25, 23-25, 18-25               |

### Coppa Italia di Serie A2

#### Fase a eliminazione diretta
| Semifinali - 11 gennaio 2014 Palazzetto dello Sport, Monza | Padova | 3 - 0 | Argos  | 25-16, 25-21, 25-16               |
| Finale - 12 gennaio 2014 Palazzetto dello Sport, Monza     | Padova | 3 - 2 | Milano | 26-24, 22-25, 19-25, 25-21, 23-21 |

## Statistiche

### Statistiche di squadra
| Competizione             | Punti | In casa | In casa | In casa | In trasferta | In trasferta | In trasferta | Totale | Totale | Totale |
| Competizione             | Punti | G       | V       | P       | G            | V            | P            | G      | V      | P      |
| ------------------------ | ----- | ------- | ------- | ------- | ------------ | ------------ | ------------ | ------ | ------ | ------ |
| Serie A2                 | 48    | 10      | 10      | 0       | 10           | 8            | 2            | 20     | 18     | 2      |
| Coppa Italia di Serie A2 | -     | -       | -       | -       | -            | -            | -            | 2      | 2      | 0      |
| Totale                   | -     | 10      | 10      | 0       | 10           | 8            | 2            | 22     | 20     | 2      |

G = partite giocate; V = partite vinte; P = partite perse

### Statistiche dei giocatori
| Giocatore    | Serie A2 | Serie A2 | Serie A2 | Serie A2 | Serie A2 | Coppa Italia di Serie A2 | Coppa Italia di Serie A2 | Coppa Italia di Serie A2 | Coppa Italia di Serie A2 | Coppa Italia di Serie A2 | Totale | Totale | Totale | Totale | Totale |
| Giocatore    | P        | PT       | AV       | MV       | BV       | P                        | PT                       | AV                       | MV                       | BV                       | P      | PT     | AV     | MV     | BV     |
| ------------ | -------- | -------- | -------- | -------- | -------- | ------------------------ | ------------------------ | ------------------------ | ------------------------ | ------------------------ | ------ | ------ | ------ | ------ | ------ |
| F. Balaso    | 20       | -        | -        | -        | -        | 2                        | -                        | -                        | -                        | -                        | 22     | -      | -      | -      | -      |
| N. Cesaro    | 3        | 3        | 1        | 1        | 1        | 0                        | 0                        | 0                        | 0                        | 0                        | 3      | 3      | 1      | 1      | 1      |
| A. Garghella | 19       | 15       | 9        | 1        | 5        | 1                        | 0                        | 0                        | 0                        | 0                        | 20     | 15     | 9      | 1      | 5      |
| S. Giannotti | 20       | 348      | 282      | 43       | 23       | 2                        | 45                       | 39                       | 5                        | 1                        | 22     | 393    | 321    | 48     | 24     |
| S. Gozzo     | 4        | 1        | 0        | 1        | 0        | 0                        | 0                        | 0                        | 0                        | 0                        | 4      | 1      | 0      | 1      | 0      |
| M. Groppi    | 15       | 0        | 0        | 0        | 0        | 0                        | 0                        | 0                        | 0                        | 0                        | 15     | 0      | 0      | 0      | 0      |
| A. Mattei    | 18       | 63       | 38       | 20       | 5        | 2                        | 4                        | 2                        | 2                        | 0                        | 20     | 67     | 40     | 22     | 5      |
| S. Orduna    | 20       | 45       | 22       | 18       | 5        | 2                        | 5                        | 2                        | 3                        | 0                        | 22     | 50     | 24     | 21     | 5      |
| A. Paoli     | 19       | 92       | 55       | 36       | 1        | 2                        | 7                        | 3                        | 4                        | 0                        | 21     | 99     | 58     | 40     | 1      |
| M. Rosso     | 20       | 354      | 313      | 32       | 9        | 2                        | 22                       | 20                       | 2                        | 0                        | 22     | 376    | 333    | 34     | 9      |
| F. Vedovotto | 20       | 243      | 192      | 27       | 24       | 2                        | 35                       | 28                       | 5                        | 2                        | 22     | 278    | 220    | 32     | 26     |
| M. Volpato   | 20       | 169      | 107      | 48       | 14       | 2                        | 18                       | 9                        | 8                        | 1                        | 22     | 187    | 116    | 56     | 15     |

P = presenze; PT = punti totali; AV = attacchi vincenti; MV = muri vincenti; BV = battute vincenti